# José Berenguer
José Berenguer Cros (Tortosa, España, 1895-Armero, Colombia, 6 de noviembre de 1979) fue un abogado y político español.

## Biografía
El 1917 se licenció en Derecho en la Universidad de Barcelona, colaboró en el diario La Lucha, militó en el Partido Republicano Radical Socialista catalán y fue director del diario El Pueblo de Tortosa. En este partido fue escogido diputado por la provincia de Tarragona en las elecciones legislativas, y durante su mandato fue nombrado director general de Aduanas (diciembre de 1931 y abril de 1933), y consejero de la CAMPSA en representación del Estado.
Fue alcalde de Tortosa entre enero de 1934 y agosto de 1936, pero fue encarcelado en Madrid entre el 31 de octubre de 1934 y el 9 de enero de 1935 acusado de permitir la entrada clandestina de armas para dar apoyo a los hechos del seis de octubre de 1934. El 1936 ingresaría en Izquierda Republicana, pero no obtuvo escaño en las elecciones. En febrero de 1937 con las tropas franquistas en Cataluña se exilió a Colombia, de donde ya no volvió. Allí fue socio fundador de la empresa de plásticos SOLVECO -1959- de Bogotá.